# あの丘越えて
『あの丘越えて』（あのおかこえて）は1951年11月1日公開の日本映画。
松竹大船製作、モノクロ、スタンダード、83分、映倫番号:546。

## あらすじ
自然豊かな野山を馬で駆ける万里子は13才。母親が亡くなった時、あやばあちゃんに預けられ親の顔を知らずに育つ。父親・研一郎は都会で事業を起こし、再婚もしたので生活に余裕ができたという事で、万里子を引き取る事に。万里子の家庭教師だという大学生・能代大助が迎えに来た。別れたくないあやばあちゃんの説得で渋々都会へ。研一郎の今度の妻・朝子は自分の父親・伍平に、万里子は自分の子だと紹介する。伍平は「お前か山猿は」万里子はひげが生えてるので「おじいちゃんは村長け」とそんなふたりの会話ではあったが、気難しい伍平もやはり孫は可愛く、気を許す関係になっていった。家庭も学校もすべて初めての体験で迷うことばかりであったが、大助の力添えで難なく過ごすことができた。花売りの由技枝とその妹・春江とも友達になった。研一郎は手形の裏書きのトラブルが原因で心労がたたり倒れる。その様子を見た万里子は家計の足しにと花売りを手伝うことに。演歌師みたいに歌うと、もっとお金になると春江からのアドバイス。早速実行してみると、可愛らしさと珍しさでどんどん花が売れて見事完売。演歌師の田川と三公とも友達になった。研一郎は社員たちに給料の遅配を詫びるが、紛糾し窮地に陥る。見かねた万里子や田川たちが現れ歌で場を和ませる。そして大助の口添えで社員たちをなだめる事ができた。この頃には万里子はホームシックと大助への恋心で落ち込む毎日だった。万里子が誕生日会で、実の母親が作った曲を歌ったことから、朝子の本当の子でないことが発覚。研一郎の事業を助けてくれる伍平を怒らせてしまう。重苦しい状況に陥った家族関係に心を痛める万里子は大助のところへ。しかしそこで大助と由技枝の姿を見て、万里子はあやばあちゃんのもとへ黙って帰る決心をする。久しぶりで帰った故郷で待っていたのは、あやばあちゃんの悲しい知らせ。死に目には会えたとはいえ、そのショックは大きく、消沈した万里子は野山を彷徨う。そして湖で溺れたところを、再び迎えに来た大助に救われる。蘇った万里子は、いままでとは違う何かの心で満たされているようだった。そして思い直した伍平と両親が迎えに。みんなから愛される万里子だった。

## スタッフ
- 製作：山口松三郎
- 監督：瑞穂春海
- 企画：福島通人
- 原作：菊田一夫
- 脚本：瑞穂春海
- 撮影：厚田雄春
- 照明：高下逸男
- 録音：新楠元
- 美術：熊谷正男
- 音楽：万城目正
- 編集：浜村義康
- 装置：佐須角三
- 装飾：守谷節太郎
- 衣裳：田口ヨシ江
- 録音技術：宇佐美駿
- 監督助手：弓削進
- 撮影助手：井上晴二
- 録音助手：伊藤数夫
- 照明助手：八鍬武
- 進行：山吉鴻作
- 現像：林龍次

## キャスト
- 白浜万里子：美空ひばり
- 能代大助：鶴田浩二
- 伍平：河村黎吉
- 由技枝：井川邦子
- 白浜研一郎：新田実
- 白浜朝子：森川まさみ
- あや：飯田蝶子
- 田川：堺駿二
- 三公：高屋朗
- 山崎：北竜二
- 大野：奈良真養
- 春江：中川弘子
- 山川女史：水上令子
- ヤクザ：南進一郎
- 白浜家の女中：戸川美子
- 工員：大杉陽一・後藤泰子
- 高木信夫
- 紅沢葉子
- 河村百合子
- 中川健三
- 長尾寛
- 寺岡潔
- 戸張映子
- 吾妻正
- 手代木国男
- 井上正彦

## 挿入歌
- 「あの丘越えて」作詞：菊田一夫 作曲：万城目正 唄：美空ひばり
- 「街に灯のともる頃」作詞：菊田一夫 作曲：万城目正 唄：美空ひばり
- 「思い出せない事ばかり」作詞：藤浦洸 作曲：万城目正 唄：鶴田浩二
- 「夢の花かげ」作詞：藤浦洸 作曲：万城目正 唄：鶴田浩二・美空ひばり